# Petfood
Cet article court présente un sujet plus développé dans : Alimentation animale.

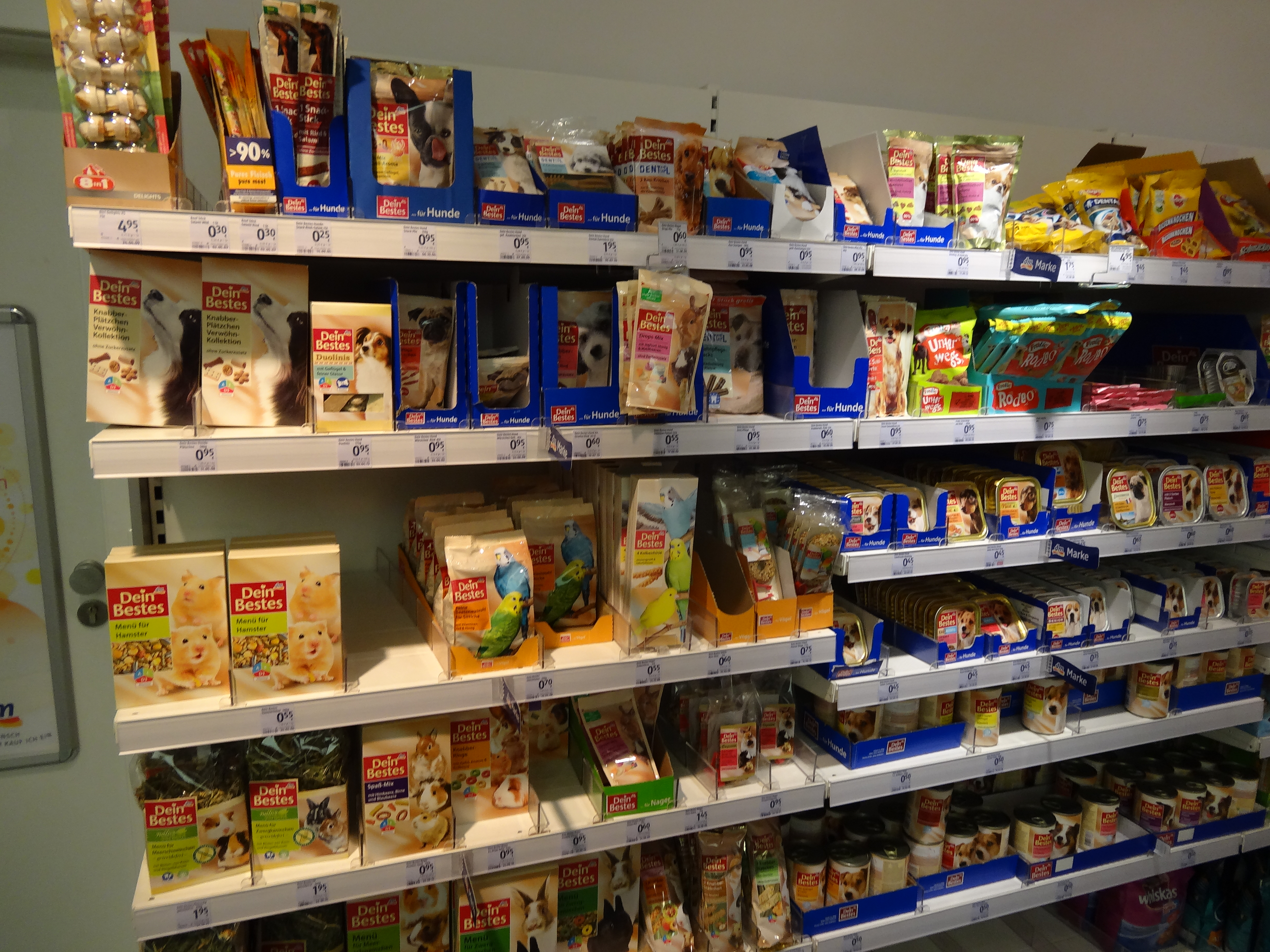
Aliments pour animaux de compagnie dans un rayon de supermarché

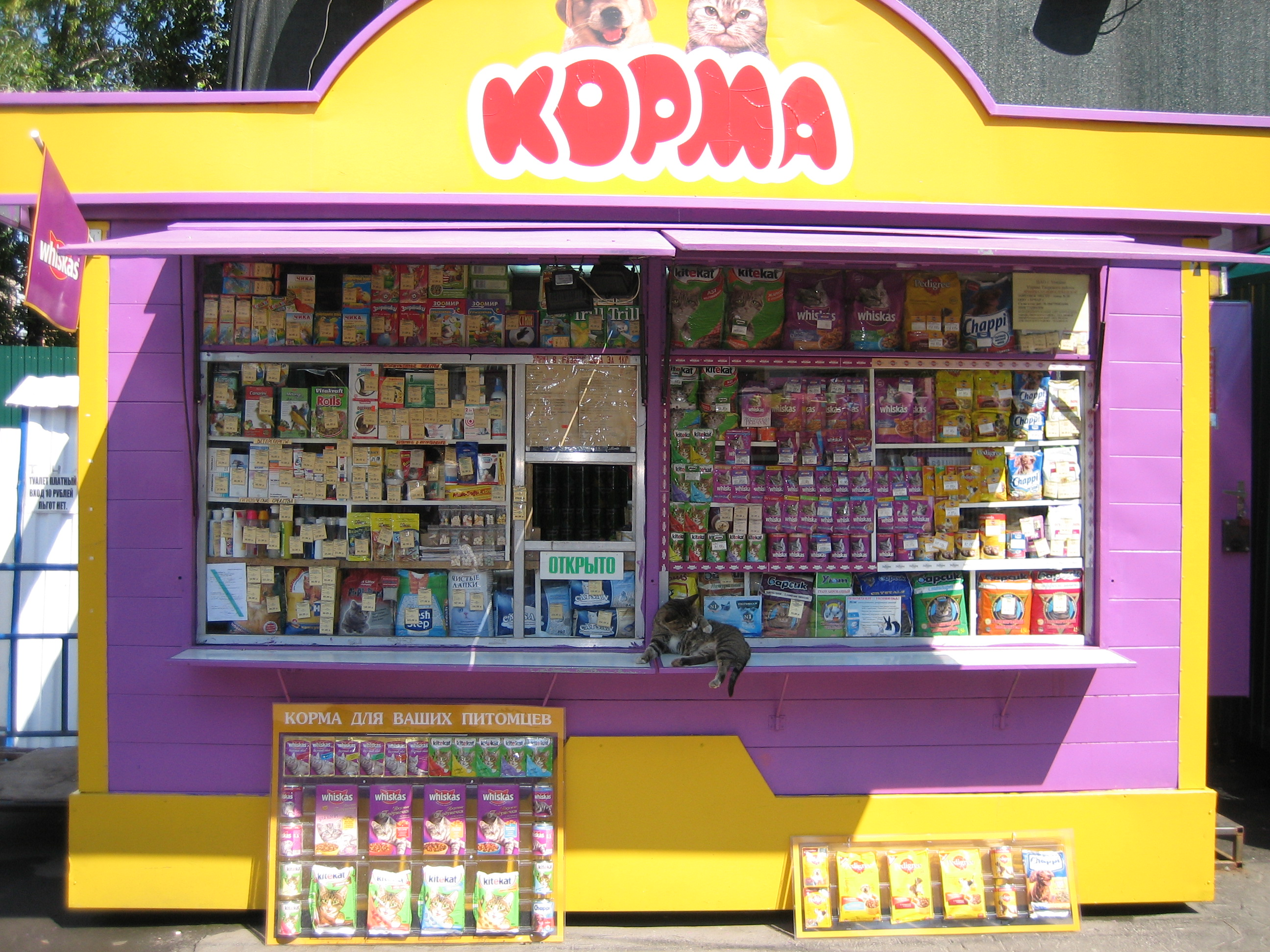
Vente de nourriture pour les chats sur le marché de Moscou

Le secteur du petfood désigne l'industrie produisant et commercialisant des aliments pour animaux de compagnie, qui sont ensuite vendus dans des supermarchés, des animaleries ou par des vétérinaires.

## Histoire
James Spratt est le premier à confectionner et vendre des biscuits pour chiens à partir du milieu du XIXe siècle. En 1922, les premières boîtes de conserve de nourriture pour animaux de compagnie sont commercialisées aux États-Unis par Chappel Brothers of Rockford, sous le nom de Ken-L Ration (en). Les croquettes apparaissent pendant la Seconde Guerre mondiale, pendant laquelle la viande étant rationnée, les boîtes de conserve ne sont plus commercialisées. Dans les années 1960, l'extrusion permet de fabriquer des croquettes plus légères, plus régulières et plus grandes.

## Marché
Les experts de l'industrie du petfood ont récemment dévoilé des données indiquant que le marché des aliments pour animaux de compagnie a atteint une valeur de 112,96 milliards de dollars en 2023. Une croissance continue est prévue avec un taux de croissance annuel composé (TCAC) estimé à 4,8% entre 2024 et 2032, projetant ainsi une valeur de marché de 172,26 milliards de dollars en 2032. Cinq sociétés dominent l'industrie du petfood : Mars, Nestle Purina Petcare, J. M. Smucker, Hill's Pet Nutrition (du groupe Colgate-Palmolive), et Blue Buffalo (du groupe General Mills).
En 2020, plus de deux millions de tonnes d'aliments sont fabriqués en France, dont environ la moitié est exportée.

## Critique
Le petfood est une industrie dite sensible car il est souvent reproché aux dirigeants de ces groupes de faire d'énorme profits en nourriture pour animaux alors que des millions d'êtres humains ne mangent pas à leur faim. L'odeur qui se répand autour des sites de production est également source de critique, d'où la discrétion de la plupart des producteurs.